# Thái Trạch
Thái Trạch (蔡澤) hiệu là Cương Thành Quân (綱成君), mũi hếch, vai lồi, mặt to, sống mũi tẹt, đầu gối cong, người nước Yên. Đi du thuyết nhiều nước đều không thành công. Năm 43 đời Tần Chiêu vương (264 TCN), biết thừa tướng nước Tần là Phạm Thư lo sợ vì tiến cử phải những người làm phản, nên ông sang Tần. Thái Trạch khích Phạm Thư, thế là 2 nhà thuyết khách thi tài với nhau. Cuối cùng Phạm Thư phát hiện ra tài của Thái Trạch, ông tiến cử Thái Trạch với Tần Chiêu Vương thay mình làm thừa tướng. Thái Trạch làm thừa tướng mấy tháng, có người gièm, sợ bị giết nên ông cáo bệnh trả ấn thừa tướng nhưng vẫn ở lại Tần hơn mười năm, phục vụ các vua Chiêu vương, Hiếu Văn vương, Trang vương và Thủy Hoàng đế.
Ông cũng từng làm sứ giả nước Tần đến nước Yên và ép Thái tử Đan nước Yên đến làm con tin ở nước Tần. Ông qua đời ở Tần dưới thời Thủy Hoàng đế.